# Лермонтов, Михаил Юрьевич
Михаи́л Ю́рьевич Ле́рмонтов (3 [15] октября 1814, Москва — 15 [27] июля 1841, Пятигорск) — русский поэт, прозаик, драматург, художник. Поручик лейб-гвардии Гусарского полка. Творчество Лермонтова, в котором сочетаются гражданские, философские и личные мотивы, отвечавшие насущным потребностям духовной жизни русского общества, ознаменовало собой новый расцвет русской литературы и оказало большое влияние на виднейших русских писателей и поэтов XIX и XX веков. Произведения Лермонтова получили большой отклик в живописи, театре и кинематографе. Его стихи стали подлинным кладезем для оперного, симфонического и романсового творчества. Многие из них стали народными песнями.

## Биография

### Семья
Род Лермонтовых происходил из Шотландии и восходил к полумифическому барду-пророку Томасу Лермонту. В 1613 году один из представителей этого рода, поручик польской армии Георг (Джордж) Лермонт (около 1596—1633 или 1634 года), был взят в плен войсками князя Дмитрия Пожарского при капитуляции польско-литовского гарнизона крепости Белая и в числе прочих так называемых «бельских немцев» поступил на службу к царю Михаилу Фёдоровичу. Лермонт перешёл в православие и стал, под именем Юрия Андреевича, родоначальником русской дворянской фамилии Лермонтовых. В чине ротмистра русского рейтарского строя он погиб при осаде Смоленска. Британская компания Oxford Ancestors, составляющая генеалогические древа, провела работу по проверке данной версии происхождения Лермонтова при помощи анализа ДНК. Однако обнаружить родство между современными британскими Лермонтами и потомками Михаила Лермонтова не удалось. В то же время основатель Oxford Ancestors Брайан Сайкс подчеркнул, что общие характеристики Y-хромосомы русского потомка М. Ю Лермонтова вполне согласуются с шотландским происхождением.
Своим предполагаемым шотландским корням Лермонтов посвятил стихотворение «Желание» (1831). В юности Лермонтов ассоциировал свою фамилию с испанским государственным деятелем начала XVII века Франсиско Лермой. Эти фантазии отразились в написанном поэтом воображаемом портрете Лермы, а также в драме «Испанцы» (1830).
Прадед поэта Юрий Петрович Лермонтов окончил Сухопутный шляхетский кадетский корпус, с 1767 года — секунд-майор. Род Лермонтовых был состоятельным, но впоследствии пришёл в упадок.
Отец поэта, также Юрий Петрович Лермонтов (1787—1831), перед женитьбой на Марии Михайловне Арсеньевой вышел в отставку в чине пехотного капитана. По воспоминаниям, собранным чембарским краеведом П. К. Шугаевым (1855—1917), он «был среднего роста, редкий красавец и прекрасно сложён; в общем, его можно назвать в полном смысле слова изящным мужчиной; он был добр, но ужасно вспыльчив». У Юрия Петровича были сёстры, родные тётки поэта, проживавшие в Москве.
Дед поэта по материнской линии Михаил Васильевич Арсеньев (08.11.1768 — 02.01.1810), отставной гвардии поручик, женился в конце 1794 или начале 1795 года в Москве на Елизавете Алексеевне Столыпиной (1773—1845), после чего купил «почти за бесценок» у И. А. Нарышкина в Чембарском уезде Пензенской губернии село Тарханы, где прошли детские годы М. Ю. Лермонтова. М. Ю. Лермонтов также проводил юношество и в соседней, Саратовской губернии. Село Лесная Нееловка, Саратовского уезда (теперь Базарно-Карабулакского района) поэт посещал в 1820, 1825, 1830, 1836, 1839 гг. В Лесной Нееловке находилось поместье двоюродного деда М. Ю. Лермонтова, Афанасия Столыпина, видного участника Отечественной войны 1812 года. Исследователи полагают, что именно рассказы деда легли в основу известного стихотворения «Бородино». В районном музее хранятся фотографии усадьбы и фрагмент фриза барского дома, сожжённого в 1917 г. Также представлены фрагменты керамики, найденные на месте усадьбы в 1990-х гг.
Село Тарханы было основано в XVIII веке И. А. Нарышкиным, переселившим туда крепостных из числа фанатичных раскольников, а также «воров и головорезов» из своих московских и владимирских вотчин.
Во время пугачёвского восстания в село заходили отряды мятежников. Предусмотрительный староста села заранее сумел ублаготворить всех недовольных, раздав крестьянам почти весь барский хлеб, и поэтому не был повешен.
М. В. Арсеньев «был среднего роста, красавец, статный собой, крепкого телосложения; он происходил из хорошей старинной дворянской фамилии». Любил устраивать разные развлечения и отличался некоторой эксцентричностью: выписал себе в имение из Москвы карлика.
Е. А. Арсеньева была женщиной деспотичного, непреклонного характера, привыкшая повелевать; она отличалась замечательной красотой, происходила из старинного дворянского рода и представляла собой типичную личность помещицы старого закала, любившей при том высказать всякому в лицо правду, хотя бы самую горькую. Обладала недюжинным умом, силой воли и деловой хваткой. Происходила из знаменитого рода Столыпиных. Её отец Алексей Емельянович Столыпин несколько лет избирался Пензенским губернским предводителем дворянства. В его семье было 11 детей; Елизавета Алексеевна была первым ребёнком. Один из её родных братьев, Александр, служил адъютантом Суворова, двое других — Николай и Дмитрий — вышли в генералы; один стал сенатором и дружил со Сперанским, двое избирались предводителями губернского дворянства в Саратове и Пензе. Одна из её сестёр была замужем за московским вице-губернатором, другая — за генералом.
После рождения 17 (28) марта 1795 года единственной дочери Марии, Елизавета Алексеевна испытывала сложные отношения с супругом. Вследствие этого Михаил Васильевич сошёлся с соседкой по имению, помещицей Мансырёвой, муж которой длительное время находился за границей в действующей армии. 2 (14) января 1810 года, узнав во время рождественской ёлки, устроенной им для дочери, о возвращении мужа Мансырёвой домой, Михаил Васильевич принял яд. Елизавета Алексеевна, заявив: «собаке — собачья смерть», вместе с дочерью на время похорон уехала в Пензу. Михаил Васильевич был похоронен в семейном склепе в Тарханах.
Елизавета Алексеевна стала сама управлять своим имением. Крепостных, которых у неё было около 600 душ, держала в строгости — хотя, в отличие от других помещиков, никогда не применяла к ним телесных наказаний. Самым строгим наказанием у неё было выбрить половину головы у провинившегося мужика, или отрезать косу у крепостной.
Поместье Юрия Петровича Лермонтова, Кропотовка, Ефремовского уезда Тульской губернии (в настоящее время — село Кропотово-Лермонтово Становлянского района Липецкой области) находилось по соседству с селом Васильевским, принадлежавшим роду Арсеньевых.
Замуж за Юрия Петровича Марья Михайловна вышла, когда ей не было ещё и 17 лет, — как тогда говорили, «выскочила по горячке». Для Юрия Петровича это была блестящая партия, поскольку семья невесты обладала влиятельными родственными связями, которых у отставного капитана и провинциального помещика не было.
После свадьбы Лермонтовы поселились в Тарханах. Однако рожать свою, не отличавшуюся крепким здоровьем, молодую жену Юрий Петрович повёз в Москву, где можно было рассчитывать на помощь опытных врачей. Там, в ночь со 2 (14) октября на 3 (15) октября 1814 года, в доме генерал-майора Ф. Н. Толя напротив Красных ворот на свет появился будущий поэт (сейчас почти на том же месте находится высотное здание с памятной доской Лермонтову; на месте самого дома, где родился Лермонтов, сейчас находится тротуар и часть проезжей части Каланчёвской улицы).
11 (23) октября в церкви Трёх Святителей у Красных ворот крестили новорождённого Михаила Лермонтова. Крёстной матерью стала бабушка Елизавета Алексеевна Арсеньева, а крёстным отцом — коллежский асессор Фома Васильевич Хотяинцев. Арсеньева, недолюбливавшая зятя, настояла на том, чтобы мальчика назвали не Петром (как хотел отец), а Михаилом — в честь деда Михаила Васильевича Арсеньева.
По преданию, после рождения внука бабушка Арсеньева в семи верстах от Тархан основала новое село, которое назвала в его честь — Михайловским (на самом деле хутор Михайловский был основан ещё до рождения внука Арсеньевой). Там находится часовня со склепом, где захоронен поэт. Со временем Михайловское слилось с Тарханами.
Первый биограф Михаила Лермонтова Павел Висковатый отмечал, что его мать Марья Михайловна была «одарена душою музыкальной». Она часто музицировала на фортепиано, держа маленького сына на коленях, и якобы от неё Михаил Юрьевич унаследовал «необычайную нервность свою». Е. А. Арсеньева всеми силами старалась поссорить молодых. Через третьих лиц, со слов Е. А. Арсеньевой, откровенно ненавидящей своего зятя, распространялись слухи о неверности Ю. П. Лермонтова, о его рукоприкладстве по отношению к жене, о чём написал П. А. Фролов в своей работе «Создание и крушение семьи Лермонтовых». Несмотря на все старания тёщи, супруги не разошлись и продолжали любить друг друга. В 1817 году Мария Лермонтова умерла от чахотки.
Марья Михайловна была похоронена своей матерью в том же склепе, что и её отец. Её памятник, установленный в часовне, построенной над склепом, венчает сломанный якорь — символ несчастной семейной жизни. На памятнике надпись: «Под камнем сим лежит тело Марьи Михайловны Лермонтовой, урождённой Арсеньевой, скончавшейся 1817 года февраля 24 дня, в субботу; житие её было 21 год и 11 месяцев и 7 дней».
Елизавета Алексеевна Арсеньева, пережившая своего мужа, дочь, зятя и внука, также похоронена в этом склепе. Памятника у неё нет.
Село Тарханы с деревней Михайловской после смерти Елизаветы Алексеевны Арсеньевой перешло, по духовному завещанию, к её брату Афанасию Алексеевичу Столыпину, а затем к сыну последнего — Алексею Афанасьевичу.
1 декабря 1974 года рядом с часовней Арсеньевых, благодаря стараниям известного советского лермонтоведа Ираклия Андроникова и 2-го секретаря Пензенского обкома КПСС Георга Мясникова, был перезахоронен и отец поэта Юрий Петрович Лермонтов (его прах перенесли из села Шипово Липецкой области).

### Воспитание
Бабушка поэта Елизавета Алексеевна Арсеньева страстно любила внука, который в детстве не отличался крепким здоровьем. Энергичная и настойчивая, она прилагала все усилия, чтобы дать ему всё, на что только может претендовать продолжатель рода Лермонтовых. О чувствах и интересах отца ребёнка она не заботилась.
Лермонтов в юношеских произведениях весьма полно и точно воспроизводит события и действующих лиц своей личной жизни. В драме с немецким заглавием «Menschen und Leidenschaften» показан раздор между его отцом и бабушкой, а в поэме «Сашка» — интимные отношения отца с крепостной девушкой.
Лермонтов-отец не имел средств воспитывать сына так, как того хотелось аристократической родне, и Арсеньева, имея возможность тратить на внука «по четыре тысячи в год на обучение разным языкам», взяла внука к себе с уговором воспитывать до 16 лет, сделать своим единственным наследником и во всём советоваться с отцом. Но последнее условие не выполнялось — даже свидания отца с сыном встречали непреодолимые препятствия со стороны Арсеньевой.
Ребёнок с самого начала должен был осознавать противоестественность этого положения. Его детство протекало в поместье бабушки — в селе Тарханы Пензенской губернии. Мальчика окружали любовью и заботами.
В неоконченной юношеской «Повести» Лермонтов описывает детство Саши Арбенина, двойника самого автора. Саша с шестилетнего возраста обнаруживает склонность к мечтательности, страстное влечение ко всему героическому, величавому и бурному. Лермонтов родился болезненным и все детские годы страдал золотухой; но болезнь эта развила в ребёнке и необычайную нравственную энергию. Болезненное состояние ребёнка требовало так много внимания, что бабушка, ничего не жалевшая для внука, наняла для него доктора Ансельма Левиса (Леви) — еврея из Франции, главной обязанностью которого было лечение и врачебный надзор за Михаилом.
В «Повести» признаётся влияние болезни на ум и характер героя: «он выучился думать… Лишённый возможности развлекаться обыкновенными забавами детей, Саша начал искать их в самом себе. Воображение стало для него новой игрушкой… В продолжение мучительных бессонниц, задыхаясь между горячих подушек, он уже привыкал побеждать страданья тела, увлекаясь грёзами души… Вероятно, что раннее умственное развитие немало помешало его выздоровлению…»
Это раннее развитие стало для Лермонтова источником огорчений: никто из окружающих не только не был в состоянии пойти навстречу «грёзам его души», но даже и не замечал их. Здесь коренятся основные мотивы его будущей поэзии «разочарования». В угрюмом ребёнке растёт презрение к повседневной окружающей жизни. Всё чуждое, враждебное ей возбуждало в нём горячее сочувствие: он сам одинок и несчастлив, — всякое одиночество и чужое несчастье, происходящее от людского непонимания, равнодушия или мелкого эгоизма, кажется ему своим. В его сердце живут рядом чувство отчуждённости среди людей и непреодолимая жажда родной души, — такой же одинокой, близкой поэту своими грёзами и, может быть, страданиями. И в результате «В ребячестве моём тоску любови знойной // Уж стал я понимать душою беспокойной».
10-летнего Михаила бабушка повезла на Кавказ, «на воды». Здесь он встретил девочку лет девяти — и в первый раз у него проснулось необыкновенно глубокое чувство, оставившее память на всю жизнь; но сначала для него неясное и неразгаданное. Через два года случилось новое увлечение, о котором поэт позже написал в стихотворении «К Гению» (1829).
Первая любовь неразрывно слилась с подавляющими впечатлениями от Кавказа. «Горы кавказские для меня священны»,— писал Лермонтов. Они объединили всё дорогое, что жило в душе поэта-ребёнка.
С осени 1825 года начинаются более или менее постоянные учебные занятия Лермонтова, но выбор учителей — француз Capet и бежавший из Турции грек — был неудачен. Грек вскоре совсем бросил педагогические занятия и занялся скорняжным промыслом. Француз, очевидно, не внушил Лермонтову особенного интереса к французскому языку и литературе: в ученических тетрадях поэта французские стихотворения очень рано уступают место русским. Тем не менее, имея в Тарханах прекрасную библиотеку, Лермонтов, пристрастившийся к чтению, занимался под руководством учителей самообразованием и овладел не только европейскими языками (английских, немецких и французских писателей он читал в оригиналах), но и прекрасно изучил европейскую культуру в целом и литературу в частности.
Пятнадцатилетним мальчиком он сожалеет, что не слыхал в детстве русских народных сказок: «в них, верно, больше поэзии, чем во всей французской словесности». Его пленяют загадочные, но мужественные образы отверженных человеческим обществом — корсаров, преступников, пленников, узников.
Спустя два года после возвращения с Кавказа бабушка повезла Лермонтова в Москву, где в 1829—1832 годах сняла для проживания небольшой деревянный одноэтажный (с мезонином) особняк на Малой Молчановке. Она стала готовить внука к поступлению в университетский благородный пансион — сразу в 4-й класс. Учителями его были Зиновьев (преподаватель латинского и русского языка в пансионе) и француз Gondrot, бывший полковник наполеоновской гвардии. Последнего сменил в 1829 году англичанин Виндсон, познакомивший Лермонтова с английской литературой. После обучения М. Ю. Лермонтов овладел четырьмя языками, играл на четырёх музыкальных инструментах (семиструнной гитаре, скрипке, виолончели и фортепиано), увлекался живописью и даже владел техникой рукоделия.
В пансионе Лермонтов оставался около двух лет. Здесь, под руководством Мерзлякова и Зиновьева, прививался вкус к литературе: происходили «заседания по словесности», молодые люди пробовали свои силы в самостоятельном творчестве, существовал даже журнал «Улей», где появлялись первые стихотворения Лермонтова.
Поэт горячо принялся за чтение; сначала он поглощён Шиллером, особенно его юношескими трагедиями; затем он принимается за Шекспира. В письме к родственнице «вступается за честь его», цитирует сцены из «Гамлета».
По-прежнему Лермонтов ищет родную душу, увлекается дружбой то с одним, то с другим товарищем, испытывает разочарования, негодует на легкомыслие и измену друзей. Последнее время его пребывания в пансионе (1829 год) отмечено в произведениях поэта необыкновенно мрачным разочарованием, источником которого была совершенно реальная драма в его личной жизни. В 1830 году, не закончив 6-го класса, Лермонтов покинул пансион.
Срок воспитания его под руководством бабушки приходил к концу. Отец часто навещал сына в пансионе, а отношения его с тёщей обострились до крайней степени. Борьба развивалась на глазах Михаила Юрьевича и подробно изображена в его юношеских драмах «Menschen und Leidenschaften» («Люди и страсти», 1830) и «Странный человек» (1831). «У моей бабки, моей воспитательницы — жестокая распря с отцом моим, и это всё на меня упадёт», — говорит герой поэмы «Люди и страсти» Юрий Волин. Бабушка, ссылаясь на свою одинокую старость и взывая к чувству благодарности внука, отвоевала его у зятя, пригрозив, как и раньше, отписать всё своё движимое и недвижимое имущество в род Столыпиных, если внук по настоянию отца уедет от неё. Юрию Петровичу пришлось отступить, хотя отец и сын были привязаны друг к другу. В стихотворении «Ужасная судьба отца и сына…» (1831) Лермонтов написал: «Мы не нашли вражды один в другом, // Хоть оба стали жертвою страданья!». Отец, по-видимому, как никто другой понимал, насколько одарён его сын: именно об этом свидетельствует его предсмертное письмо сыну.
Стихотворения этого времени — яркое отражение пережитого поэтом. У него появляется склонность к воспоминаниям: в настоящем, очевидно, немного отрады. «Мой дух погас и состарился», — говорит он, и только «смутный памятник прошедших милых лет» ему «любезен». Чувство одиночества переходит в беспомощную жалобу — депрессию; юноша готов окончательно порвать с внешним миром, создаёт «в уме своём» «мир иной и образов иных существованье», считает себя «отмеченным судьбой», «жертвой посреди степей», «сыном природы».
Ему «мир земной тесен», порывы его «удручены ношей обманов», перед ним призрак преждевременной старости… В этих излияниях, конечно, много юношеской игры в страшные чувства и героические настроения, но в их основе лежат безусловно искренние огорчения юноши, несомненный духовный разлад его с окружающей действительностью.
К 1829 году относятся первый очерк «Демона» и стихотворение «Монолог» (1829), предвещающее «Думу». Поэт отказывается от своих вдохновений, сравнивая свою жизнь с осенним днём, и рисует «измученную душу» Демона, живущего без веры, с презрением и равнодушием ко «всему на свете». Немного спустя, оплакивая отца, он себя и его называет «жертвами жребия земного»: «ты дал мне жизнь, но счастья не дано!..»

### Первые юношеские увлечения
Весной 1830 года благородный пансион был преобразован в гимназию, и Лермонтов оставил его. Лето он провёл в Середникове, подмосковном поместье брата бабушки, Столыпина. В настоящее время там воздвигнут монумент с надписью на фасадной стороне: «М. Ю. Лермонтовъ. 1914 год. Сей обелискъ поставленъ въ память его пребыванія въ 1830—31 г.г. въ Средникове». Тыльная сторона содержит слова: «Певцу печали и любви….».
Недалеко от Середникова жили другие родственники Лермонтова — Верещагины; Александра Верещагина познакомила его со своей подругой Екатериной Сушковой, также соседкой по имению. Сушкова, впоследствии Хвостова, оставила записки об этом знакомстве. Содержание их — настоящий «роман», распадающийся на две части: в первой — торжествующая и насмешливая героиня, Сушкова, во второй — холодный и даже жестоко мстительный герой, Лермонтов.
Шестнадцатилетний «отрок», склонный к «сентиментальным суждениям», невзрачный, косолапый, с красными глазами, с вздёрнутым носом и язвительной улыбкой, менее всего мог казаться интересным кавалером для юных барышень. В ответ на его чувства ему предлагали «волчок или верёвочку», угощали булочками с начинкой из опилок. Сушкова много лет спустя после события изобразила поэта в недуге безнадёжной страсти и приписала себе даже стихотворение, посвящённое Лермонтовым другой девице — Вареньке Лопухиной, его соседке по московской квартире на Малой Молчановке: к ней он питал до конца жизни самое глубокое чувство, когда-либо вызванное в нём женщиной.
В то же лето 1830 года внимание Лермонтова сосредоточилось на личности и поэзии Байрона; он впервые сравнивает себя с английским поэтом, сознаёт сходство своего нравственного мира с байроновским, посвящает несколько стихотворений польскому восстанию. Ввиду всего этого, увлечение поэта «черноокой» красавицей Сушковой, можно признавать таким всепоглощающим и трагическим, как его рисует сама героиня. Но это не мешало «роману» внести новую горечь в душу поэта; это докажет впоследствии его действительно жестокая месть — один из его ответов на людское бессердечие, легкомысленно отравлявшее его «ребяческие дни», гасившее в его душе «огонь божественный». В 1830 году Лермонтов написал стихотворение «Предсказание» («Настанет год, / России чёрный год, / Когда царей корона упадёт…»).
В этом же году происходит знакомство поэта с Натальей Фёдоровной Ива́новой, — таинственной незнакомкой Н. Ф. И., чьи инициалы удалось раскрыть лермонтоведу Ираклию Андроникову, хотя впервые гипотеза об этом была высказана в 1914 году В. В. Каллашем. Ей посвящён так называемый «ивановский цикл» из приблизительно тридцати стихов. Отношения с Ивановой первоначально развивались иначе, чем с Сушковой, — Лермонтов впервые почувствовал взаимное чувство. Однако вскоре в их отношениях наступает непонятная перемена — пылкому, молодому поэту предпочитают более опытного и состоятельного соперника.
К лету 1831 года в творчестве Лермонтова становится ключевой тема измены, неверности. Из «ивановского» цикла стихов явствует, насколько мучительно переживал поэт это чувство. В стихах, обращённых к Н. Ф. Ивановой, не содержится никаких прямых указаний на причины сердечной драмы двух людей, на первом месте лишь само чувство неразделённой любви, перемежающееся раздумьями о горькой судьбе поэта. Это чувство усложняется по сравнению с чувством, описанным в цикле к Сушковой: поэта угнетает не столько отсутствие взаимности, сколько нежелание оценить насыщенный духовный мир поэта.
Вместе с тем отверженный герой благодарен своей возлюбленной за ту возвышающую любовь, которая помогла ему полнее осознать своё призвание поэта. Сердечные муки сопровождаются упрёками к своей неверной избраннице за то, что она крадёт его у Поэзии. В то же время именно поэтическое творчество способно обессмертить чувство любви:
Но для небесного могилы нет.

Когда я буду прах, мои мечты,

Хоть не поймёт их, удивлённый свет

Благословит; и ты, мой ангел, ты

Со мною не умрёшь: моя любовь

Тебя отдаст бессмертной жизни вновь;

С моим названьем станут повторять

Твоё: на что им мёртвых разлучать?
Любовь поэта становится помехой поэтическому вдохновению и творческой свободе. Лирического героя переполняет противоречивая гамма чувств: нежность и страстность борются в нём с врождённой гордостью и вольнолюбием.

### Учёба в Московском университете
В августе 1830 года Лермонтов принят своекоштным студентом Императорского Московского университета сначала отделения нравственных и политических наук, потом словесного.
Серьёзная умственная жизнь развивалась за стенами университета, в студенческих кружках, но Лермонтов не сходится ни с одним из них. У него, несомненно, больше наклонности к светскому обществу, чем к отвлечённым товарищеским беседам: он по природе наблюдатель действительной жизни. Исчезло чувство юной, ничем не омрачённой доверчивости, охладела способность отзываться на чувство дружбы, на малейшие проблески симпатии. Его нравственный мир был другого склада, чем у его товарищей, восторженных гегельянцев и эстетиков.
Он не менее их уважал университет: «светлый храм науки» он называет «святым местом», описывая отчаянное пренебрежение студентов к жрецам этого храма. Он знает и о философских заносчивых «спорах» молодёжи, но сам не принимает в них участия. Он, вероятно, даже не был знаком с самым горячим спорщиком — знаменитым впоследствии критиком, хотя один из героев его студенческой драмы «Странный человек» носит фамилию Белинский, что косвенно свидетельствует о непростом отношении Лермонтова к идеалам, проповедуемым восторженной молодёжью, среди которой ему пришлось учиться.
Главный герой Владимир воплощает самого автора; его устами поэт откровенно сознаётся в мучительном противоречии своей натуры. Владимир знает эгоизм и ничтожество людей — и всё-таки не может покинуть их общество: «когда я один, то мне кажется, что никто меня не любит, никто не заботится обо мне, — и это так тяжело!». Ещё важнее драма как выражение общественных идей поэта. Мужик рассказывает Владимиру и его другу, Белинскому, — противникам крепостного права, — о жестокостях помещицы и о других крестьянских невзгодах. Рассказ приводит Владимира в гнев, вырывает у него крик: «О, моё отечество! Моё отечество!», — а Белинского заставляет оказать мужикам помощь.
Для поэтической деятельности Лермонтова университетские годы оказались в высшей степени плодотворны. Талант его зрел быстро, духовный мир определялся резко. Лермонтов усердно посещает московские салоны, балы, маскарады. Он знает действительную цену этих развлечений, но умеет быть весёлым, разделять удовольствия других. Поверхностным наблюдателям казалась совершенно неестественной бурная и гордая поэзия Лермонтова при его светских талантах.
Они готовы были демонизм и разочарование его счесть «драпировкой», «весёлый, непринуждённый вид» признать истинно лермонтовским свойством, а жгучую «тоску» и «злость» его стихов — притворством и условным поэтическим маскарадом. Но именно поэзия и была искренним отголоском лермонтовских настроений. «Меня спасало вдохновенье от мелочных сует», — писал он и отдавался творчеству, как единственному чистому и высокому наслаждению. «Свет», по его мнению, всё нивелирует и опошливает, сглаживает личные оттенки в характерах людей, вытравливает всякую оригинальность, приводит всех к одному уровню одушевлённого манекена. Принизив человека, «свет» приучает его быть счастливым именно в состоянии безличия и приниженности, наполняет его чувством самодовольства, убивает всякую возможность нравственного развития.
Лермонтов боится сам подвергнуться такой участи; более чем когда-либо он прячет свои задушевные думы от людей, вооружается насмешкой и презрением, подчас разыгрывает роль доброго малого или отчаянного искателя светских приключений. В уединении ему припоминаются кавказские впечатления — могучие и благородные, ни единой чертой не похожие на мелочи и немощи утончённого общества.
Он повторяет мечты поэтов прошлого века об естественном состоянии, свободном от «приличья цепей», от золота и почестей, от взаимной вражды людей. Он не может допустить, чтобы в нашу душу были вложены «неисполнимые желанья», чтобы мы тщетно искали «в себе и в мире совершенство». Его настроение — разочарование деятельных нравственных сил, разочарование в отрицательных явлениях общества, во имя очарования положительными задачами человеческого духа.
Эти мотивы вполне определились во время пребывания Лермонтова в Московском университете, о котором он именно потому и сохранил память, как о «святом месте».
Лермонтов не пробыл в университете и двух лет; выданное ему свидетельство говорит об увольнении «по прошению» — но прошение, по преданию, было вынуждено студенческой историей с одним из наименее почтенных профессоров Маловым. С 18 июня 1832 года Лермонтов более не числился студентом.
Комментарии к «Воспоминаниям» П. Ф. Вистенгофа уточняют, что Лермонтов оставил Московский университет (подал заявление?) весной 1832 года. При этом из четырёх семестров его пребывания первый не состоялся по причине карантина из-за эпидемии холеры, во втором семестре занятия не наладились отчасти из-за «маловской истории», и затем Лермонтов перевёлся на словесное отделение. Там, на репетициях экзаменов по риторике (П. В. Победоносцев), а также геральдике и нумизматике (М. С. Гастев) Лермонтов, обнаружив начитанность сверх программы и одновременно незнание лекционного материала, вступил в пререкания с экзаменаторами; после объяснения с администрацией возле его фамилии в списке студентов появилась помета: лат. consilium abeundi («посоветовано уйти»).
Он уехал в Санкт-Петербург с намерением снова поступить в университет, но ему отказались засчитать два года, проведённых в Московском университете, предложив поступить снова на 1-й курс. Лермонтова такое долгое студенчество не устраивало.

### В Школе гвардейских подпрапорщиков и кавалерийских юнкеров
Под влиянием петербургских родственников, прежде всего своего двоюродного дяди Алексея Монго-Столыпина, наперекор собственным планам, Лермонтов поступает в Школу гвардейских подпрапорщиков и кавалерийских юнкеров. Эта перемена карьеры отвечала и желаниям бабушки.
Лермонтов оставался в школе два «злополучных года», как он сам выражается. Об умственном развитии учеников никто не думал; им «не позволялось читать книг чисто-литературного содержания». В школе издавался журнал, но характер его вполне очевиден из поэм Лермонтова, вошедших в этот орган: «Уланша», «Петергофский праздник»…
Накануне вступления в школу Лермонтов написал стихотворение «Парус»; «мятежный» парус, «просящий бури» в минуты невозмутимого покоя — это всё та же с детства неугомонная душа поэта. «Искал он в людях совершенства, а сам — сам не был лучше их», — говорит он устами героя поэмы «Ангел смерти», написанной ещё в Москве.
В лермонтоведении существует мнение о том, что за два юнкерских года ничего существенного Лермонтов не создал. Действительно, в томике стихотворений за эти годы мы найдём только несколько «Юнкерских молитв». Но не нужно забывать о том, что Лермонтов так мало внимания уделяет поэзии не потому, что полностью погрузился в юнкерский разгул, а потому, что он работает в другом жанре: Лермонтов пишет исторический роман на тему пугачёвщины, который останется незаконченным и войдёт в историю литературы как роман «Вадим». Кроме этого, он пишет несколько поэм и всё больше интересуется драмой. Жизнь, которую он ведёт, и которая вызывает искреннее опасение у его московских друзей, даёт ему возможность изучить жизнь в её полноте. И это знание жизни, блестящее знание психологии людей, которым он овладевает в пору своего юнкерства, отразится в его лучших произведениях.
Юнкерский разгул и забиячество доставили ему теперь самую удобную среду для развития каких угодно «несовершенств». Лермонтов ни в чём не отставал от товарищей, являлся первым участником во всех похождениях — но и здесь избранная натура сказывалась немедленно после самого, по-видимому, безотчётного веселья. Как в московском обществе, так и в юнкерских пирушках Лермонтов умел сберечь свою «лучшую часть», свои творческие силы; в его письмах слышится иногда горькое сожаление о былых мечтаниях, жестокое самобичевание за потребность «чувственного наслаждения». Всем, кто верил в дарование поэта, становилось страшно за его будущее. Верещагина, неизменный друг Лермонтова, во имя его таланта заклинала его «твёрдо держаться своей дороги». Лермонтов описывал забавы юнкеров, в том числе эротические, в своих стихах. Эти юношеские стихи, содержавшие и нецензурные слова, снискали Лермонтову первую поэтическую славу.
В 1832 году в манеже Школы гвардейских подпрапорщиков лошадь ударила Лермонтова в правую ногу, расшибив её до кости. Лермонтов лежал в лазарете, его лечил лейб-медик Николай Арендт. Позже поэт был выписан из лазарета, но врач навещал его в петербургском доме бабушки поэта Елизаветы Арсеньевой.

### В гвардии
Выйдя из школы (22 ноября 1834 г.) корнетом лейб-гвардии Гусарского полка, Лермонтов по-прежнему жил среди увлечений и упрёков своей совести; среди страстных порывов и сомнений, граничащих с отчаянием. О них он пишет своему другу Марии Лопухиной; но напрягает все силы, чтобы его товарищи и «свет» не заподозрили его «гамлетовских» настроений.
Люди, близко знающие его, вроде Верещагиной, были уверены в его «добром характере» и «любящем сердце»; но Лермонтов считал для себя унизительным явиться добрым и любящим перед «надменным шутом» — «светом». Напротив, он хочет показаться беспощадным на словах, жестоким в поступках, во что бы то ни стало прослыть неумолимым тираном женских сердец. Тогда-то пришло время расплаты для Сушковой.
Лермонтову-гусару, наследнику крупного состояния, ничего не стоило заполонить сердце когда-то насмешливой красавицы, расстроить её брак с Лопухиным. Потом началось отступление: Лермонтов принял такую форму обращения к Сушковой, что она немедленно была скомпрометирована в глазах «света», попав в положение смешной героини неудавшегося романа. Лермонтову оставалось окончательно порвать с Сушковой — и он написал на её имя анонимное письмо с предупреждением против себя самого, направил письмо в руки родственников несчастной девицы и, по его словам, произвёл «гром и молнию».
Потом, при встрече с жертвой, он разыграл роль изумлённого, огорчённого рыцаря, а в последнем объяснении прямо заявил, что он её не любит и, кажется, никогда не любил. Всё это, кроме сцены разлуки, рассказано самим Лермонтовым в письме к Верещагиной, причём он видит лишь «весёлую сторону истории». Единственный раз Лермонтов позволит себе не сочинить роман, а «прожить его» в реальной жизни, разыграв историю по нотам, как это будет в недалёком будущем делать его Печорин.
Совершенно равнодушный к службе, неистощимый в проказах, Лермонтов пишет застольные песни самого непринуждённого жанра — и в то же время такие произведения, как «Я, Матерь Божия, ныне с молитвою…».
До сих пор поэтический талант Лермонтова был известен лишь в офицерских и светских кружках. Первое его произведение, появившееся в печати, — «Хаджи Абрек», попало в «Библиотеку для чтения» без его ведома, и после этого невольного, но удачного дебюта Лермонтов долго не хотел печатать своих стихов. Смерть Пушкина явила Лермонтова русской публике во всей силе поэтического таланта. Лермонтов был болен, когда совершилось страшное событие. До него доходили разноречивые толки; «многие», рассказывает он, «особенно дамы, оправдывали противника Пушкина», потому что Пушкин был дурён собой и ревнив и не имел права требовать любви от своей жены.
В конце января тот же лейб-медик Николай Арендт, побывав у заболевшего Лермонтова, рассказал ему подробности дуэли и смерти Пушкина.
Об особенном отношении врача к происходившим событиям рассказывал другой литератор — Пётр Вяземский.
Невольное негодование охватило Лермонтова, и он «излил горечь сердечную на бумагу». Стихотворение «Смерть поэта» (1837) оканчивалось сначала словами «И на устах его печать». Оно быстро распространилось «в списках», вызвало бурю в высшем обществе и новые похвалы Дантесу. Наконец, один из родственников Лермонтова, Н. Столыпин, стал в глаза порицать его горячность по отношению к такому «джентльмену», как Дантес. Лермонтов вышел из себя, приказал гостю выйти вон и в порыве страстного гнева набросал заключительные 16 строк — «А вы, надменные потомки…».
Последовал арест и судебное разбирательство, за которым наблюдал сам император; за Лермонтова вступились пушкинские друзья, прежде всего Жуковский, близкий императорской семье, кроме этого бабушка, имевшая светские связи, сделала всё, чтобы смягчить участь единственного внука. 27 февраля 1837 года корнет Лермонтов был переведён «тем же чином», то есть прапорщиком, в Нижегородский драгунский полк, действовавший на Кавказе. Поэт отправлялся в изгнание, сопровождаемый общим вниманием: здесь были и страстное сочувствие, и затаённая вражда.

### Первое пребывание на Кавказе и его влияние на творчество
Первое пребывание Лермонтова на Кавказе длилось всего несколько месяцев. Благодаря хлопотам бабушки он был сначала переведён с возвращённым чином корнета в лейб-гвардии Гродненский гусарский полк, расположенный в Новгородской губернии, а потом — в апреле 1838 года — переведён в Лейб-гвардии Гусарский его величества полк. С полком Лермонтов проехал также по территории Азербайджана (Шуша (Нуха?), Куба, Шемахы). Несмотря на кратковременность службы на Кавказе, Лермонтов успел сильно измениться в нравственном отношении. Впечатления от природы Кавказа, жизни горцев, кавказский фольклор легли в основу многих произведений Лермонтова.
Природа приковала всё его внимание; он готов «целую жизнь» сидеть и любоваться её красотой; общество будто утратило для него привлекательность, юношеская весёлость исчезла и даже светские дамы замечали «чёрную меланхолию» на его лице. Инстинкт поэта-психолога влёк его, однако, в среду людей. Его здесь мало ценили, ещё меньше понимали, но горечь и злость закипали в нём, и на бумагу ложились новые пламенные речи, в воображении складывались бессмертные образы.
Лермонтов возвращается в петербургский «свет», снова играет роль льва, тем более, что за ним теперь ухаживают все любительницы знаменитостей и героев; но одновременно он обдумывает могучий образ, ещё в юности волновавший его воображение. Кавказ обновил давнишние грёзы; создаются «Демон» и «Мцыри».
Эти поэмы задуманы были давно. О «Демоне» поэт думал ещё в Москве, до поступления в университет, позже несколько раз начинал и переделывал поэму; зарождение «Мцыри», несомненно, скрывается в юношеской заметке Лермонтова, тоже из московского периода: «написать записки молодого монаха: 17 лет. С детства он в монастыре, кроме священных книг не читал… Страстная душа томится. Идеалы».
В основе «Демона» лежит сознание одиночества среди всего мироздания. Черты демонизма в творчестве Лермонтова: гордая душа, отчуждение от мира и презрение к мелким страстям и малодушию. Демону мир тесен и жалок; для Мцыри — мир ненавистен, потому что в нём нет воли, нет воплощения идеалов, воспитанных страстным воображением сына природы, нет исхода могучему пламени, с юных лет живущему в груди. «Мцыри» и «Демон» дополняют друг друга.
Разница между ними — не психологическая, а внешняя, историческая. Демон богат опытом, он целые века наблюдал человечество — и научился презирать людей сознательно и равнодушно. Мцыри гибнет в цветущей молодости, в первом порыве к воле и счастью; но этот порыв до такой степени решителен и могуч, что юный узник успевает подняться до идеальной высоты демонизма.
Несколько лет томительного рабства и одиночества, потом несколько часов восхищения свободой и величием природы подавили в нём голос человеческой слабости. Демоническое миросозерцание, стройное и логическое в речах Демона, у Мцыри — крик преждевременной агонии.
Демонизм — общее поэтическое настроение, слагающееся из гнева и презрения; чем более зрелым становится талант поэта, тем реальнее выражается это настроение и аккорд разлагается на более частные, но зато и более определённые мотивы.
В основе «Думы» лежат те же лермонтовские чувства относительно «света» и «мира», но они направлены на осязательные, исторически точные общественные явления: «земля», столь надменно унижаемая Демоном, уступает место «нашему поколению», и мощные, но смутные картины и образы кавказской поэмы превращаются в жизненные типы и явления. Таков же смысл и Новогоднего приветствия на 1840 год.
Очевидно, поэт быстро шёл к ясному реальному творчеству, задатки которого коренились в его поэтической природе; но не без влияния оставались и столкновения со всем окружающим. Именно они должны были намечать более определённые цели для гнева и сатиры поэта и постепенно превращать его в живописца общественных нравов.
Будучи в Тифлисе, Лермонтов принялся учить азербайджанский («татарский», по тогдашней терминологии) и кумыкский («кавказский татарский», по тогдашней терминологии) языки. В 1837 году в своём письме С. А. Раевскому Лермонтов пишет: «Начал учиться по-татарски, язык, который здесь, и вообще в Азии, необходим, как французский в Европе, — да жаль, теперь не доучусь, а впоследствии могло бы пригодиться…» Азербайджанскому Лермонтова учил известный азербайджанский просветитель Мирза Фатали Ахундов, служивший в то время переводчиком в канцелярии кавказского наместника.

### Первая дуэль
Вернувшись из первой ссылки, Лермонтов привёз массу новых поэтических произведений. После «Смерти поэта» он стал одним из самых популярных писателей в России, да и в свете его теперь воспринимают совсем иначе. Лермонтов вошёл в круг пушкинских друзей и наконец-то начинает печататься, почти каждый номер журнала Андрея Краевского «Отечественные записки» выходит с новыми стихотворениями поэта.
16 (28) февраля 1840 года Лермонтов был на балу у графини Лаваль, где поссорился с сыном французского посла Эрнестом Барантом, после чего последний вызвал поэта на дуэль. Она состоялась 18 февраля (1 марта) на Парголовской дороге недалеко от Чёрной речки. Дуэлянты бились на шпагах, однако у Лермонтова при выпаде переломился клинок, и они перешли на пистолеты. Первым стрелял Барант, но промахнулся. Лермонтов в свою очередь разрядил пистолет, выстрелив в сторону, после чего участники разъехались.
Однозначной версии причины ссоры нет. Согласно показаниям Лермонтова при аресте, Барант был оскорблён тем, что Лермонтов говорил о нём «невыгодные вещи» в разговоре с «известной особой». Светская молва этой особой считала княгиню Марию Щербатову и приписывала к ней любовный интерес будущих дуэлянтов. Также есть мнение, выраженное ещё современниками, что вина лежит на жене секретаря русского консульства в Гамбурге Терезе Бахерахт. Якобы Барант увлекался как ей, так и Щербатовой, из-за чего Бахерахт, пытаясь отвести внимание Эрнеста от соперницы, случайно поссорила его с Лермонтовым.
Предпосылка к ссоре в доме у Лаваль могла крыться также в натянутых русско-французских отношениях из-за политической обстановки тех лет. Стоит учесть и антифранцузское настроение самого Лермонтова из-за убийства Пушкина французом Жоржем Дантесом. Пользуясь этим, недоброжелатели Лермонтова ещё в 1839 году сообщали Эрнесту Баранту и его отцу, что в «Смерти поэта» есть строки, якобы задевающие национальную гордость французов. Однако такая попытка подстрекательства не удалась, а Лермонтов был даже приглашён на новогодний посольский бал для личного знакомства, но настороженное отношение к поэту у Эрнеста осталось. Таким образом, основой для ссоры могло послужить всё вкупе: как предвзятое отношение друг к другу Баранта и Лермонтова, так и интриги с участием Щербатовой и Бахерахт.
За «недонесение о дуэли» 11 (23) марта Лермонтов был арестован; дело рассматривал военный суд. Барант же, по воле Николая I, привлечён к суду не был. Узнав о показаниях Лермонтова, Эрнест обиделся и утверждал в свете, что поэт стрелял вовсе не в сторону, а целился в противника, но промахнулся. В ответ на это Лермонтов пригласил Баранта на тайную встречу, которая состоялась 22 марта (3 апреля) на Арсенальной гауптвахте, где на тот момент находился поэт. Согласно показаниям Лермонтова, он среди прочего выразил намерение заново стреляться, если Барант того пожелает. Суд обвинил поэта в попытке устроить дуэль повторно. Шеф жандармов граф Александр Бенкендорф лично потребовал от поэта принести письменные извинения Баранту за клеветнические показания в суде. Подобные извинения могли навсегда подорвать репутацию Лермонтова и, в поисках защиты, он обратился к великому князю Михаилу Павловичу, передав ему через Алексея Философова письмо, в котором, помимо прочего, утверждал:

Граф Бенкендорф предлагал мне написать письмо к Баранту, в котором бы я просил извиненья в том, что несправедливо показал в суде, что выстрелил на воздух. Я не мог на то согласиться, ибо это было бы против моей совести … Могла быть ошибка или недоразумение в словах моих или моего секунданта, личного объяснения у меня при суде с господином Барантом не было, но никогда я не унижался до обмана и лжи — Письмо М. Ю. Лермонтова к великому князю Михаилу Павловичу
Михаил Павлович, бывший главнокомандующим всеми гвардейскими корпусами и хорошо знавший Лермонтова, передал письмо Николаю I, в результате чего Бенкендорф отозвал свою просьбу.
По решению суда, принятого 13 (25) апреля, Лермонтов был переведён обратно на Кавказ, в Тенгинский пехотный полк, фактически на передовую Кавказской войны, куда поэт выехал в начале мая. Такой приговор он получил не столько за дуэль, сколько за свои показания, правдивость которых отрицал Барант. Лермонтовская версия дуэли выставляла сына посла в дурном свете, а слухи о ней дошли до французского посольства в Берлине и до Парижа. Свою роль сыграла и личная неприязнь Николая I к поэту, сохранившаяся после первого суда над Лермонтовым. Фактически суд был вынужден по указу сверху вынести суровое решение: послать Лермонтова в одно из самых опасных мест войны. При этом император не учёл ходатайства командира Гвардейского резервного кавалерийского корпуса генерал-адъютанта Владимира Кнорринга принять во внимание патриотизм Лермонтова, его приверженность идеалам чести и большие боевые заслуги на Кавказе. Секундант Лермонтова и его двоюродный дядя отставной офицер Алексей Монго-Столыпин ограничился строгим внушением, «что в его звании и летах полезно служить, а не быть праздным» (после чего немедленно вернулся на военную службу).
Вторая ссылка на Кавказ кардинальным образом отличалась от того, что ждало его на Кавказе несколькими годами раньше: тогда это была приятная прогулка, позволившая Лермонтову знакомиться с восточными традициями, фольклором, много путешествовать. Теперь же его прибытие сопровождалось личным приказом императора не отпускать поэта с первой линии и задействовать его в военных операциях. Прибыв на Кавказ, Лермонтов окунулся в боевую жизнь и на первых же порах отличился, согласно официальному донесению, «мужеством и хладнокровием». В стихотворении «Валерик» и в письме к Лопухину Лермонтов ни слова не говорит о своих подвигах.
В июле 1840 года генерал-майор Аполлон Галафеев представил Лермонтова к награждению орденом Святого Владимира 4-й степени с бантом — довольно высокая награда для корнета. Но в штабе Кавказского корпуса в представлении заменили эту награду на более низкую — орден Святого Станислава 3-й степени. Также Лермонтова представили к награждению золотой саблей «За храбрость», которое[что?] подписал командующий кавалерией Чеченского отряда полковник Владимир Голицын. Наградного оружия и ордена поэт так и не получил. Его фамилию лично вычёркивал Николай I из наградного листа.
Легендарный Алексей Ермолов к тому времени был уже давно отозван с Кавказа, но всеми русскими войсками к северу от Большого Кавказского хребта управлял его ближайший соратник и друг, генерал Алексей Вельяминов. На Кавказе в действующей армии в то время находилось много ссыльных благородного происхождения, в том числе декабристов и участников Польского восстания. Часть из них были разжалованы в солдаты; другие, как Лермонтов, продолжали служить на офицерских должностях.
Тайные думы Лермонтова давно уже были отданы роману. Он был задуман ещё в первое пребывание на Кавказе; княжна Мери, Грушницкий и доктор Вернер (прототип: доктор Николай Васильевич Майер), по словам того же Сатина, были списаны с оригиналов ещё в 1837 году. Последующая обработка, вероятно, сосредоточивалась преимущественно на личности главного героя, характеристика которого была связана для поэта с делом самопознания и самокритики.
Сначала роман «Герой нашего времени» существовал в виде отдельных глав, напечатанных как самостоятельные повести в журнале «Отечественные записки». Но вскоре вышел роман, дополненный новыми главами и получивший таким образом завершённость.
Первое издание произведения было быстро раскуплено, и почти сразу появилась критика на него. Почти все, кроме Белинского, сошлись во мнении о том, что Лермонтов в образе Печорина изобразил самого себя, и что такой герой не может являться героем своего времени. Поэтому второе издание, появившееся почти сразу во след первому, содержало предисловие автора, в котором он отвечал на враждебную критику. В «Предисловии» Лермонтов провёл черту между собой и своим героем и обозначил основную идею своего романа.
В 1840 году вышло единственное прижизненное издание стихотворений Лермонтова, в которое он включил 26 стихов и две поэмы — «Мцыри» и «Песню про <…> купца Калашникова».

### Пятигорск. Вторая дуэль
Зимой 1840—1841 годов, оказавшись в отпуске в Петербурге, Лермонтов пытался выйти в отставку, мечтая полностью посвятить себя литературе, но не решился сделать это, так как бабушка была против, она надеялась, что её внук сможет сделать себе карьеру и не разделяла его увлечения литературой. Поэтому весной 1841 года он был вынужден возвратиться в свой полк на Кавказ.
По пути на Кавказ Лермонтов свернул на Землянск. Он встретил бывшего однополчанина А. Г. Реми, с которым был давно знаком — тот подарил ему как-то свой портсигар с изображением охотничьей собаки (ныне этот экспонат находится в музее-заповеднике «Тарханы»). Вместе с Реми, получившим назначение в Новочеркасск, Лермонтов заехал в гости к офицеру лейб-гвардии Гусарского полка А. Л. Потапову, в его воронежское имение Семидубравное — в 50 км от Воронежа и 10 км к юго-западу от Землянска.

Уезжал из Петербурга он с тяжёлыми предчувствиями — сначала в Ставрополь, где стоял Тенгинский полк, а 13/25 мая — в Пятигорск. В Пятигорске произошла его ссора с 25-летним майором в отставке Николаем Мартыновым. Впервые Лермонтов познакомился с Мартыновым в школе гвардейских подпрапорщиков, которую Мартынов окончил на год позже Лермонтова. В 1837 году Лермонтов, переведённый из гвардии в Нижегородский полк за стихи «На смерть поэта», и Мартынов, отправлявшийся на Кавказ, две недели провели в Москве, часто завтракая вместе у Яра. Лермонтов посещал московский дом родителей Мартынова. Впоследствии современники считали, что прототипом княжны Мери была Наталья Соломоновна — сестра Мартынова.
Как писал в своих «Записках декабриста» Н. И. Лорер:

Мартынов служил в кавалергардах, перешёл на Кавказ, в линейный казачий полк и только что оставил службу. Он был очень хорош собой и с блестящим светским образованием. Нося по удобству и привычке черкесский костюм, он утрировал вкусы горцев и, само собой разумеется, тем самым навлекал на себя насмешки товарищей, между которыми Лермонтов по складу ума своего был неумолимее всех. Пока шутки эти были в границах приличия, всё шло хорошо, но вода и камень точит, и, когда Лермонтов позволил себе неуместные шутки в обществе дам…, шутки эти показались обидны самолюбию Мартынова, и он скромно заметил Лермонтову всю неуместность их. Но жёлчный и наскучивший жизнью человек не оставлял своей жертвы, и, когда они однажды сошлись в доме Верзилиных, Лермонтов продолжал острить и насмехаться над Мартыновым, который, наконец, выведенный из терпения, сказал, что найдёт средство заставить молчать обидчика. Избалованный общим вниманием, Лермонтов не мог уступить и отвечал, что угроз ничьих не боится, а поведения своего не переменит.

Из показаний Н. С. Мартынова, данных 17 июля 1841 года на следствии по делу о дуэли (орфография оригинала сохранена):

С самого приезда своего в Пятигорск, Лермонтов не пропускал ни одного случая, где бы мог он сказать мне что-нибудь неприятное. Остроты, колкости, насмешки на мой счёт одним словом, всё чем только можно досадить человеку, не касаясь до его чести. Я показывал ему, как умел, что не намерен служить мишенью для его ума, но он делал как будто не замечает, как я принимаю его шутки. Недели три тому назад, во время его болезни, я говорил с ним об этом откровенно; просил его перестать, и хотя он не обещал мне ничего, отшучиваясь и предлагая мне, в свою очередь, смеяться над ним, но действительно перестал на несколько дней. Потом, взялся опять за прежнее. На вечере в одном частном доме, за два дня до дуели, он вызвал меня из терпения, привязываясь к каждому моему слову, на каждом шагу показывая явное желание мне досадить. Я решился положить этому конец. При выходе из этого дома, я удержал его за руку чтобы он шёл рядом со мной; остальные все уже были впереди. Тут, я сказал ему, что я прежде просил его, прекратить эти несносные для меня шутки, но что теперь предупреждаю, что если он ещё раз вздумает выбрать меня предметом для своей остроты, то я заставлю его перестать. Он не давал мне кончить и повторял раз сряду: — что ему тон моей проповеди не нравится; что я не могу запретить ему говорить про меня, то что он хочет, и в довершение сказал мне: «Вместо пустых угроз, ты гораздо бы лучше сделал, если бы действовал. Ты знаешь что я от дуэлей никогда не отказываюсь, следовательно ты никого этим не испугаешь». В это время мы подошли к его дому. Я сказал ему, что в таком случае пришлю к нему своего Секунданта, — и возвратился к себе. Раздеваясь, я велел человеку, попросить ко мне Глебова, когда он приедет домой. Через четверть часа вошёл ко мне в комнату Глебов я объяснил ему в чём дело; просил его быть моим Секундантом и по получении от него согласия, сказал ему чтобы он на другой же день с рассветом, отправился к Лермонтову. Глебов, попробовал было меня уговаривать, но я решительно объявил ему, что он из слов самого же Лермонтова увидит, что в сущности, не я вызываю, но меня вызывают, — и что потому, мне не возможно сделать первому, шаг к примирению.

Дуэль произошла 15 июля (27 июля) 1841 года. Лермонтов выстрелил вверх (основная версия), Мартынов — прямо в грудь поэту. Было составлено «Представление о убитом на дуэли поручике Лермонтове, Майором Мартыновым».
Князь Александр Васильчиков, очевидец событий, присутствовавший на дуэли в качестве секунданта, рассказал историю дуэли.
Основная мысль автора:

в Лермонтове было два человека: один — добродушный, для небольшого кружка ближайших друзей и для тех немногих лиц, к которым он имел особенное уважение; другой — заносчивый и задорный, для всех прочих знакомых.

Похороны Лермонтова не могли быть совершены по церковному обряду, несмотря на все хлопоты друзей. Официальное известие о его смерти гласило: «15 июля, около 5 часов вечера, разразилась ужасная буря с громом и молнией; в это самое время между горами Машуком и Бештау скончался лечившийся в Пятигорске М. Ю. Лермонтов». По словам князя Васильчикова, в Петербурге, в высшем обществе, смерть поэта встретили отзывом: «Туда ему и дорога»… В своих воспоминаниях П. П. Вяземский, со слов флигель-адъютанта полковника Лужина, отметил, что Николай I отозвался об этом, сказав: «Собаке — собачья смерть». Однако после того, как великая княгиня Мария Павловна «вспыхнула и отнеслась к этим словам с горьким укором», император, выйдя в другую комнату к тем, кто остался после богослужения (дело происходило после воскресной литургии), объявил: «Господа, получено известие, что тот, кто мог заменить нам Пушкина, убит».
Похороны Лермонтова состоялись 17 июля (29 июля) 1841 года на старом пятигорском кладбище. Проводить его в последний путь пришло много людей: жители Пятигорска, отдыхающие, друзья и близкие Лермонтова, более полусотни официальных лиц. Так совпало, что гроб с телом поэта несли на своих плечах представители всех полков, в которых ему пришлось служить: полковник С. Д. Безобразов был представителем от Нижегородского драгунского полка, Н. И. Лорер — от Тенгинского пехотного, Александр Францевич Тиран — от Лейб-гусарского и А. И. Арнольди — от Гродненского гусарского.
Тело поэта покоилось в пятигорской земле 250 дней. 21 января 1842 года Е. А. Арсеньева обратилась к императору с просьбой на перевозку тела внука в Тарханы. Получив Высочайшее позволение, 27 марта 1842 года слуги бабушки поэта увезли прах Лермонтова в свинцовом и засмолённом гробу в семейный склеп села Тарханы.
В пасхальную неделю 21 апреля (3 мая) 1842 скорбный кортеж прибыл в Тарханы. Доставленный из Пятигорска гроб с телом Лермонтова был установлен на двое суток для последнего прощания в церкви Михаила Архистратига. 23 апреля (5 мая) 1842 в фамильной часовне-усыпальнице состоялось погребение, рядом с могилами матери и деда.

### Адреса в Санкт-Петербурге
- август 1832 — доходный дом Н. В. Арсеньева — Торговая улица, 10А;
- 1835 — май 1836 — доходный дом Н. В. Арсеньева — Торговая улица, 10А;
- май 1836 — март 1837 — квартира Е. А. Арсеньевой в доходном доме Шаховской — Садовая улица, 61;
- февраль 1838 — апрель 1839 — дом Венецкой — набережная реки Фонтанки, 14;
- апрель 1839 — апрель 1841 — квартира Е. А. Арсеньевой в доходном доме Хвостовой — Сергиевская улица, 18[65].

### Хронология издания важнейших произведений
В периодике
- «Хаджи-Абрек» («Библиотека для чтения», 1835, том IX);
- «Бородино (стихотворение)» («Современник», 1837, т. VI);
- «Песня про царя Ивана Васильевича» («Литературные Прибавления» к «Русскому Инвалиду», 1838, № 18; с подписью -в);
- «Беглец» (около 1838 г.; опубликовано в сб. «Вчера и сегодня» в 1846 г.);
- «Дума» («Отечественные записки», 1839, т. I);
- Поэт («Отделкой золотой блистает мой кинжал…»), (там же, т. II, № 2, отд III);
- «Бэла» (там же, т. II);
- «Русалка» (там же, т. III, № 4, отд. III);
- «Не верь себе…» (там же);
- «Ветка Палестины» (там же, т. III);
- «Еврейская мелодия» (Из Байрона), (там же, т. IV, № 6, отд. III);
- «Три Пальмы» (там же, т. IV);
- «Фаталист» (там же, т. VI);
- «Дары Терека» (там же, т. VII);
- «Узник» («Одесский альманах на 1840 год», Одесса);
- «Ангел», (там же);
- «Тамань» (там же, 1840, т. VIII);
- «Воздушный корабль» (там же, т. X);
- «И скучно, и грустно» («Литер. газ.», № 6, 20 янв. 1830);
- «Казачья колыбельная песня» (там же);
- «Валерик» (1840)
- «Ангел» («Одесский Альманах», 1840);
- «Родина» («Отечественные записки», 1841, том XV, № 4);
- «Последнее новоселье» («Отечественные записки», 1841, т. XVI);
- «Парус» (там же, т. VIII);
- «Спор» («Москвитянин», 1841, ч. 3);
- «Сказка для детей» («Отечественные записки», 1842, т. XX).

После смерти поэта появились:
- «Измаил-Бей» («Отечественные записки», 1843, т. XXVII);
- «Тамара» (там же);
- «Ашик-Кериб» («Вчера и сегодня» , 1846 г.)
- «Смерть поэта» (альманах Герцена «Полярная звезда» на 1856 год; «Библиографические Записки», 1858, № 20; до стиха: «И на устах его печать») и многое другое.

Отдельные издания
- «Герой нашего времени» (СПб., 1840; здесь же впервые «Максим Максимыч» и «Княжна Мери»; 2 изд., 1842; 3 изд., 1843);
- «Стихотворения» (СПб., 1840; впервые: «Когда волнуется желтеющая нива», «Мцыри» и др.);
- «Сочинения» (СПб., 1847, издание Смирдина); то же (СПб., 1852; изд. Глазунова); то же (СПб., 1856; изд. его же);
- «Демон» (Баку, 1857 и Карлсруэ, 1857);
- «Ангел смерти» (Карлсруэ, 1857);
- «Сочинения» (СПб., 1860, под редакцией С.С. Дудышкина; впервые помещён по довольно полному списку «Демон», дан конец «На смерть Пушкина» и др.; 2 изд., 1863);
- «Стихотворения» (Лпц., 1862);
- «Стихотворения, не вошедшие в последнее издание сочинений» (В.[уточнить], 1862);
- «Сочинения» (СПб., 1865 и 1873 и позднее, под редакцией П.А. Ефремова; к изд. 1873 вступительная статья А.Н. Пыпина).

Когда в 1892 году истекло право на собственность сочинений Лермонтова, принадлежавшее книготорговцу И.И. Глазунову, одновременно появился ряд изданий, из которых имеют научный интерес проверенные по рукописям издания под редакцией П.А. Висковатова, А.И. Введенского и И.М. Болдакова. Тогда же вышло иллюстрированное издание со статьёю И.И. Иванова (М.); большое количество дешёвых изданий отдельных произведений.

### Переводы
На иностранные языки были переведены:
- «Герой нашего времени»
  - на немецкий — неизвестным (1845), Больтцем (1852), Редигером (1855);
  - на английский — Пульским (1854) и неизвестным (1854);
  - на французский — Б. Констаном, Э. Сенанкуром, А. Мюссе (все —1843), А. А. Столыпиным (Монго) — в том же году;
  - на финский — М. Вуори (1882);
  - на польский — Кёном (1844), В. Буковиньським (1896);
  - на шведский — неизвестными (1844 и 1856);
  - на датский — неизвестным (1855) и Торсоном (1856);
  - на украинский — Алексеем Кундзичем (1951);
  - на норвежский — Х. Крогом (1959);
  - на словацкий — Б. Шкультетой (1892);
  - на датский — В. дон Герстенбергом (1897).
- Стихотворения
  - на немецкий — Будбергом (1843), Боденштедтом (1852), Ф. Ф. Фидлером (1894; образцовый перевод по близости к подлиннику);
  - на французский — Шопеном (1853), Д’Анжером (1866);
  - на норвежский — Г. Блумом (1873), А. Йунге (1899);
  - на польский — Ф. Яловецким (1842);
  - на чешский — К. Гавличек-Боровским (1845), В. Ч. Бендлом (1854);
  - на словацкий — С. Бодицким (1881);
  - на шведский — О. А. Д. Мёрманом (1844), К. Е. Патерсоном (1888).
- Поэмы
  - «Демон»
    - на немецкий — Сенкером (1864);
    - на французский — Д’Анжером, П. Пелан (1858) и Акосовой (1860);
    - на сербский — неизвестным (1862);
    - на польский — Коровай_Метелецким (1889);
    - на чешский — Э. Ваврой (1863)
    - на турецкий — Ольгой Лебедевой (псевдоним: Гюльнар де Лебедеф) (1890);
    - на словацкий — П. Гвездославом (1912)

  - «Мцыри»
    - на немецкий — Будбергом (1858);
    - на польский — Сырокомлею (1844; 2 изд. 1848);
    - на французский — И. С. Тургеневым, прозаический перевод (1864);
    - на чешский — Коржинеком (1853)

  - «Боярин Орша»:
    - на польский — Г. Ц. (1858)

### Собрания сочинений
- Полное собрание сочинений М. Ю. Лермонтова: в 2 томах: с портретом Лермонтова, его биографией и 41 отдельными картинами художника В. А. Полякова / под редакцией В. В. Чуйко. — С.-Петербург; Москва: издание Товарищества М. О. Вольф, [190—?]. — 27 см. — (Великие русские писатели)
- Лермонтов М. Ю. Полное собрание сочинений: В 4 томах. — М.; Л.: ОГИЗ Государственное издательство художественной литературы, 1948
- Лермонтов М. Ю. Собрание сочинений: В 6 т. / АН СССР. Ин-т рус. литературы (Пушкин. дом); [ред. Н. Ф. Бельчиков] — М.; Л.: Изд-во АН СССР, 1954—1957
- Лермонтов М. Ю. Собрание сочинений в 4 т. — М.: Государственное издательство художественной литературы, 1957—1958, 430 000 экз.
- Лермонтов М. Ю. Собрание сочинений в 4 т. — 1958, 1961
- Лермонтов М. Ю. Собрание сочинений: В 4 т. / АН СССР. Ин-т рус. литературы (Пушкин. дом); [ред. Б. В. Томашевский] — М.; Л.: Изд-во АН СССР [Ленингр. отд-ние], 1961—1962
- Лермонтов М. Ю. Собрание сочинений в 4 т. — М.: Правда, 1969 (серия: Библиотека «Огонёк»)
- Лермонтов М. Ю. Собрание сочинений в четырёх томах.— Москва: Художественная литература,1975.
- Лермонтов М. Ю. Собрание сочинений: В 4 т. / АН СССР. Ин-т рус. литературы (Пушкин. дом); ред. коллегия: В. А. Мануйлов (отв. ред.), В. Э. Вацуро, Т. П. Голованова, Л. Н. Назарова, И. С. Чистова — Л.: Наука. Ленинградское отделение, 1979—1981.
- Лермонтов М. Ю. Собрание сочинений в четырёх томах.— Москва: Правда,1986
- Лермонтов М. Ю. Сочинения в 2 томах / Сост. и комм. И. С. Чистовой; вступ. ст. И. Л. Андроникова. — М.: «Правда», 1988—1990, 14 000 000 экз.:
  - Том 1. Стихотворения, поэмы;
  - Том 2. Драмы, проза

Примечание: это самое массовое (крупнотиражное подписное) в мире издание Лермонтова: его тираж печатался минимум 58-ю заводами в различных городах и республиках СССР.
- Лермонтов М. Ю. Полное собрание стихотворений: В 2 томах / Сост., подг. текста и примеч. Э. Э. Найдича. — Л.: Советский писатель, 1989 (Библиотека поэта. Большая серия. Издание 3-е)
- Лермонтов М. Ю. Полное собрание сочинений в 10 т. — М.: Воскресенье, 2000—2002, ~13 000 экз.
- Лермонтов М. Ю. Собрание сочинений в 4 т. — СПб.: Издательство Пушкинского Дома, 2014, 300 экз.

- Титульный лист собрания сочинений в 4 томах. Библиотека «Огонёк», 1969
- Обложка самого массового в мире издания Лермонтова. «Правда», 1989
- Выходные данные самого массового издания Лермонтова.
- Самое маленькое издание М. Ю. Лермонтова в России. Размер 8 × 9 мм[66]

## Лермонтов-художник
Лермонтову принадлежит не менее 13 живописных работ, множество акварелей и рисунков.
- Перестрелка в горах Дагестана (1840—1841; холст, масло; ГЛМ).
- Воспоминание о Кавказе (март — апрель 1838; картон, масло; ИРЛИ).
- Тарханы. Пейзаж с двумя берёзами. (Конец 1820-х. Акварель, Библиотека им. Салтыкова-Щедрина, Санкт-Петербург)
- Вид Тифлиса (1837; картон, масло; ГЛМ)
- Нападение. Сцена из кавказской жизни (масло, 1837)
- Черкес (холст, масло; 1838).
- Дуэль. Перо, чернила 1832—1834.
- Эмилия, персонаж пьесы «Испанцы». Предположительно автор изобразил свою возлюбленную Варвару Лопухину
- Конный горец со знаменем. 1836. Акварель.
- Морской вид с парусной лодкой, фрагмент, акварель. 1828—1831.
- Тройка на деревенской улице. 1832—1834.
- Благословение молодых. Тушь, перо. 1835.
- Тройка. 1832—1834
- Оседланная лошадь. Сепия. 1830-е.

## Лермонтов в культуре и искусстве

### В театре
- 1852 — «Месть» (опера), композитор А. Рубинштейн (утеряна)[67]
- 1871 — «Демон» (опера), композитор А. Рубинштейн
- 1871 — «Тамара» (опера), композитор Б. А. Фитингоф-Шель[67]
- 1879 — «Купец Калашников» (опера), композитор А. Рубинштейн
- 1882 — «Тамара» (балет М. М. Фокина на музыку симфонической поэмы М. Балакирева)
- 1937 — «Казначейша» (опера), композитор Б. Асафьев (РГАЛИ, Ф. 2658. Оп. 1, ед. хр. 84)
- 1938 — «Печорин» (опера), композитор А. Мелик-Пашаев
- 1939 — «Пугачёвцы» (опера), композитор С. В. Аксюк (по роману «Вадим»)[68]
- 1939 — «Бэла» (опера), композитор А. Александров[69]
- 1940 — «Ашик-Кериб» (балет), композитор Б. Асафьев (Ленинград, Малый оперный театр)[70]
- 1940 — «Песня про купца Калашникова» (опера), композитор С. В. Аксюк[68]
- 1941 — «Бэла» (балет), композитор В. М. Дешевов[67]
- 1943 — «Беглец» (опера), композитор Б. К. Аветисов (поставлена в Тбилисском государственном театре оперы и балета им. З. Палиашвили 3 июля 1943 года)
- 1944 — «Маскарад» (опера), композитор Р. Бунин
- 1952 — «В грозный год» (опера), композитор Г. Г. Крейтнер (в 1954 году поставлена на сцене Пермского академического театра оперы и балета им. П. И. Чайковского)[71]
- 1955 — «Бэла» (балет), композитор Б. Мошков
- 1956 — «Маскарад» (балет), композитор Л. Лапутин
- 1957 — «Маскарад» (опера), композитор А. Артамонов
- 1957 — «Маскарад» (опера), композиторы Д. Толстой и Б. Зейдман[67]
- 1961 — «Демон» (балет), композитор С. Цинцадзе
- 1964 — «Мцыри» (балет), композитор А. М. Баланчивадзе
- 1987 — «Маскарад» (опера), композитор Ю. Мацкевич
- 2011 — «Три романса на стихи М. Ю. Лермонтова» (цикл романсов для альта, меццо-сопрано и фортепиано), композитор О. Ларионов

### В кинематографе

#### Экранизации произведений Лермонтова
- 1909 — «Песнь про купца Калашникова», режиссёр Василий Гончаров (Российская империя)
- 1909 — «Боярин Орша», режиссёр Пётр Чардынин (Российская империя)
- 1910 — «Вадим», режиссёр Пётр Чардынин (Российская империя)
- 1911 — «Демон» / Il demone, режиссёр Джованни Витротти (Италия)
- 1913 — «Бэла», режиссёр Андрей Громов (Российская империя)
- 1914 — «Беглец» («Гарун бежал быстрее лани…»), режиссёр Александр Волков (Российская империя)[72]
- 1926 — «Княжна Мэри» / Tavadis asuli Meri, режиссёр Владимир Барский (СССР)
- 1927 — «Бэла», режиссёр Владимир Барский (СССР)
- 1927 — «Максим Максимыч», режиссёр Владимир Барский (СССР)
- 1930 — «Кавказский пленник», режиссёр Александр Ивановский (СССР), не сохранился[73]
- 1941 — «Маскарад», режиссёр Сергей Герасимов (СССР)
- 1955 — «Княжна Мери», режиссёр Исидор Анненский (СССР)
- 1963 — «Маскарад», режиссёр Иржи Белька (Чешское телевидение)[74]
- 1965 — «Герой нашего времени: Бэла», режиссёр Станислав Ростоцкий (СССР)
- 1966 — «Герой нашего времени: Максим Максимыч. Тамань», режиссёр Станислав Ростоцкий (СССР)
- 1968 — «Маскарад», режиссёр Владимир Лаптев (СССР, ТВ)
- 1973 — «День гнева» («Il giorno del furore»), экранизация незаконченного романа «Вадим», режиссёр Антонио Календа (Италия, Великобритания)
- 1975 — «Страницы журнала Печорина», режиссёр Анатолий Эфрос (СССР, ТВ, фильм-спектакль)
- 1985 — «Сцены из драмы „Маскарад“», режиссёр Михаил Козаков (СССР, ТВ, телеспектакль)
- 1985 — «Герой нашего времени», режиссёр Майкл Альмерейда (США)
- 1988 — «Ашик-Кериб», режиссёр Сергей Параджанов (СССР)
- 2006 — «Герой нашего времени», режиссёр Александр Котт (Россия)
- 2011 — «Печорин», режиссёр Роман Хрущ (Россия)

#### Образ Лермонтова в игровом кино
- 1943 — «Лермонтов» (Алексей Консовский)
- 1953 — «Белинский» (Николай Афанасьев)
- 1986 — «Лермонтов» (Николай Бурляев, Иван Бурляев (в детстве), Владимир Файбышев (в детстве))
- 1990 — «После дуэли» (фильм-спектакль по пьесе М. Рощина, реж. С. Сатыренко)
- 2006 — «Пушкин. Последняя дуэль» (Евгений Стычкин)
- 2008 — «Из пламя и света» (другое название — «Мишель Лермонтов») (Юрий Чурсин)
- 2012 — «Посол зари» (Олег Амирбеков)
- 2014 — «Дуэль. Пушкинъ — Лермонтовъ» (Геннадий Яковлев)
- 2025 — «Пророк. История Александра Пушкина» (Иван Злобин)
- 2025 — «Лермонтов» (Илья Озолин)

#### Образ Лермонтова в документальном кино
- 1959 — «Загадка Н. Ф. И.» (киностудия «Ленфильм»; соавтор сценария и голос рассказчика — Ираклий Андроников)
- 2004 — «М. Лермонтов. Молитва странника» (Россия; режиссёр — Вагран Галстян, автор сценария — Виктор Филиппов)
- 2005 — «Тайна дуэли Лермонтова» (киностудия «Кинематографист»; автор сценария и режиссёр — Владимир Карев)[75]
- 2014 — «Лермонтов» (кинокомпания «Star Media»; режиссёр — Максим Беспалый, сценарий — Елена Сибирцева)
- 2014 — «Неизвестный Лермонтов»[76] (фильм к 200-летию со дня рождения поэта; режиссёр — Андрей Данилин, автор сценария — Марина Никитенко)

## Память

### Стихи
Многие поэты-современники Лермонтова посвятили ему стихи, как то:
- «К М. Ю. Лермонтову», В. Н. Анненкова (на смерть поэта);
- «К Лермонтову», К. Д. Бальмонт;
- «Машук и Бештау (В день 15 июля 1841 года») и «Ответ Лермонтову», П. А. Гвоздёв;
- «На смерть Лермонтова», А. Н. Майков;
- «Мадригал», И. П. Мятлев;
- «На смерть Лермонтова», Н. П. Огарёв;
- «На дорогу!», Е. П. Ростопчина;
- «Поэту-судии — Лермонтову», Н. М. Сатин;
- «На смерть поэта», С. П. Шевырёв.

Анненкова, кроме того, в 1837 году закончила шуточную балладу Лермонтова «Югельский барон» — пародию на балладу Жуковского «Смальгольмский барон».

### Памятники
- В 1862 году в Великом Новгороде на памятнике «1000-летие России» среди 129 фигур самых выдающихся личностей в российской истории запечатлён М. Ю. Лермонтов[78][79].
- В 1889 году по всероссийской подписке по проекту скульптора Опекушина поэту воздвигнут памятник в Пятигорске[80].
- В 1892 году благодаря усилиям образовавшегося в том же году Лермонтовского общества, в связи с 50-летием со дня смерти Лермонтова в городе Пензе в сквере имени М. Ю. Лермонтова был установлен бронзовый бюст поэта на четырёхгранном гранитном пьедестале.
- В 1896 году перед Адмиралтейством (Санкт-Петербург) был установлен памятник М. Ю. Лермонтову скульптора Вильгельма Фердинанда Крейтана (Кретана).
- На месте дуэли М. Ю. Лермонтова в 1915 году в Пятигорске установлен памятник, выполненный Б. М. Микешиным. Ограда выполнена Л. А. Дитрихом совместно с В. В. Козловым.
- В 1916 году перед зданием Николаевского кавалерийского училища (Лермонтовский проспект, 54) был установлен памятник поэту.
- В июле 1941 года в Тамбове установили бюст М. Ю. Лермонтова (скульптор — М. Д. Рындзюнская), реконструирован в 1993 году; в 1948 году — в Кисловодске, на Лермонтовской площадке (скульптор — Г. В. Курегян) в 1980 году — в Волгодонске (скульптор — В. П. Поляков).
- В августе 1978 года рядом с областной библиотекой (Пенза) был открыт памятник поэту скульптора В. Г. Стамова.
- 26 июля 1981 года в г. Лермонтове Ставропольского края установлен памятник М. Ю. Лермонтову (скульптор О. К. Комов, архитекторы Н. А. Ковальчук и Ю. Г. Пьянков)[81].
- В середине 1980 года в Будённовске в парке, названном именем Лермонтова, торжественно открыт памятник поэту.
- В 1994 году в Москве установлен бюст в сквере на Новом Арбате (скульптор — А. Н. Бурганов).
- В 2007 году в Ростове-на-Дону в Лермонтовском сквере на Ворошиловском проспекте открыт бюст М. Ю. Лермонтова (скульпторы В. и Э. Можаевы).
- В 2012 году в городе Грозном установлен памятник М. Ю. Лермонтову выполнен Николаем Ходовым.
- В 2015 году в шотландском городке Эрлстон, Скоттиш-бордерс, открыт бюст (скульптор С. Мокроусов)
- В 2020 году в Ульяновске установлен памятник-бюст М. Ю. Лермонтову[82][83].
- В 2022 году в Краснодаре установлен памятник Михаилу Лермонтову. Автор — скульптор Золотухин, Владимир Николаевич[84].

### Галерея памятников
- Памятник в Пятигорске, 1889. 
Скульптор А. М. Опекушин
- Бюст в Пензе, 1892. 
Скульптор И. Я. Гинцбург
- Памятник в Санкт-Петербурге в Александровском саду, 1896. 
Скульптор В. П. Крейтан
- Памятник перед зданием Николаевского кавалерийского училища в Санкт-Петербурге, 1916.
Скульптор Б. М. Микешин
- Памятник в Москве, 1965.
Скульптор И. Д. Бродский
- Памятник в Пензе, 1978. 
Скульптор В. Г. Стамов
- Памятник в Тамани, 1984. 
Скульптор И. Д. Бродский
- Памятник в Тарханах (село Лермонтово, Белинский район, Пензенская область), 1985. 
Скульптор О. К. Комов
- Памятник в парке Музеон в Москве, 1985. 
Скульптор О. К. Комов.
(Авторское повторение памятника в Тарханах)
- Памятник в Грозном, 2012. 
Скульптор Н. Ходов
- Памятник в Геленджике
- Памятник-бюст в Ростове-на-Дону
- Лермонтов на памятнике «Тысячелетие России» в Великом Новгороде
- Памятник-бюст в Куала-Лумпуре (Малайзия), 2015[85]. 
Скульптор Г. Потоцкий
- Бюст в Кривом Роге, 1964. Скульптор А. В. Васякин
- Памятник в Краснодар. 2022. Скульптор В. Н. Золотухин

### Музеи
Первый музей, посвященный М. Ю. Лермонтову, действовал при Николаевском кавалерийском училище в 1883—1917 гг.
В СССР открыты:
- Музей-заповедник «Тарханы» в Пензенской области;
- Дом-музей М. Ю. Лермонтова в Москве;
- Государственный музей-заповедник М. Ю. Лермонтова в Пятигорске;
- Дом-музей М. Ю. Лермонтова в Тамани;
- Литературный музей М. Ю. Лермонтова в Чечне, село Парабоч;
- Дом-музей Лермонтова в городе Гусар, Азербайджан.

### В нумизматике
- В 1989 году (год 175-летия со дня рождения) Государственный Банк СССР выпустил монету (1 рубль, медно-никелевый сплав, пруф), посвящённую М. Ю. Лермонтову[86].
- В 2014 году (год 200-летия со дня рождения) Банк России выпустил памятные монеты исторической серии «200-летие со дня рождения М. Ю. Лермонтова»: 3 рубля, серебро, тираж 3000 шт.;[87] 25 рублей, серебро, тираж 1000 шт.[88]; 50 рублей, золото, тираж 1500 штук[89].

- Памятная медно-никелевая монета СССР, выпущенная в 1989 году в честь М. Ю. Лермонтова; аверс
- Памятная монета России 2014 г., серебро. «200-летие со дня рождения М. Ю. Лермонтова».
- Памятная монета России 2014 г., серебро. «200-летие со дня рождения М. Ю. Лермонтова».
- Памятная монета России 2014 г., золото. «200-летие со дня рождения М. Ю. Лермонтова».

### В филателии
В советское и постсоветское время были выпущены следующие марки:
- Почтовая марка СССР, 1939 год
- Почтовая марка СССР, 1939 год
- Почтовая марка СССР, 1939 год
- Почтовая марка СССР, 1941 год
- Почтовая марка СССР, 1941 год
- Почтовая марка СССР (серия «Писатели нашей Родины»), 1957 год
- Почтовая марка СССР, 1964 год
- Почтовая марка СССР, 1964 год
- Почтовая марка СССР, 1964 год
- Почтовая марка Казахстана, 2014 год

### Разное
- Город Лермонтов в Ставропольском крае.
- Населённые пункты — Лермонтово, Лермонтовка.
- Лермонтовюрт — до 1990-х годов название села Хамби-Ирзе Ачхой-Мартановского района Чечни.
- Имя Лермонтова носят 1700[91] улиц в населённых пунктах России, а также много улиц в других странах мира, например, Лермонтовские улица, площадь и проспект — в Москве, проспект в Санкт-Петербурге, улицы в Баку, Праге, Йошкар-Оле, Пензе, Петрозаводске, Угличе, Спасске-Дальнем и других населённых пунктах.
- Государственный русский драматический театр имени Лермонтова в Грозном и памятник поэту около театра.
- В 1981 году в Москве на Малой Молчановке, 2, где поэт проживал с 1829 по 1832 год, был открыт дом-музей Лермонтова.
- В 2006 году в селе Парабоч Шелковского района Чечни, куда в детстве приезжал поэт, открыт литературный музей М. Ю. Лермонтова.
- Государственный академический русский театр драмы имени Лермонтова в Алма-Ате.
- Ставропольский драматический театр имени М. Ю. Лермонтова.
- Хакасский областной драматический театр имени М. Ю. Лермонтова.
- Петербургская школа № 280 носит имя М. Ю. Лермонтова.
- В Одессе имя М. Ю. Лермонтова носит библиотека № 16. В городе среди школьников проводится Литературно-интеллектуальная игра, посвящённая творчеству поэта[92].
- Имя М. Ю. Лермонтова носит клинический санаторий в Одессе — «Лермонтовский»[93].
- Малая планета (2222) Лермонтов.
- Кратер[англ.] на Меркурии[94].
- Минерал лермонтовит[кат.][95].
- Михаил Лермонтов — советский круизный лайнер.